# Operation Neptune Spear
Operation Neptune Spear, engelska för Operation Neptunspjut, var en amerikansk militär operation där Usama bin Ladin, grundaren och ledaren för den islamistiska militantgruppen al-Qaida, sköts till döds i sitt hem i Abbottabad i Pakistan den 2 maj 2011, strax efter kl. 01:00 PKT (kl. 20:00 UTC, 1 maj) av Navy SEALs inom US Naval Special Warfare Development Group (även känd som DEVGRU eller SEAL Team Six). Förutom DEVGRU deltog även 160th Special Operations Aviation Regiment (Airborne) inom US Army Special Operations Command och CIA-agenter. Efter anfallet tog amerikanska styrkor bin Ladins kropp till Afghanistan för identifiering, och begravde kroppen i havet 24 timmar efter dennes död. USA hade direkta bevis på att ISI-chefen Ahmed Shuja Pasha kände till bin Ladins närvaro i Abbottabad, Pakistan.
Al-Qaida bekräftade Usamas död den 6 maj via inlägg som lades upp på militanta webbplatser, där man svor att hämnas hans död. Andra pakistanska militanta grupper, däribland Tehreek-e-Taliban, lovade också att hämnas på USA och på Pakistan för att dessa inte förhindrade operationen. Bin Ladins död fick allmänt positivt mottagande av USA:s folkopinion och välkomnades av FN, Nato, EU och ett flertal regeringar; men fördömdes av vissa, t.ex. av Fidel Castro av Kuba och Ismail Haniyeh, chefen för Hamas förvaltning i Gazaremsan. Bin Ladins döds juridiska och etiska aspekter, som att han inte togs tillfånga trots att han var obeväpnad, ifrågasattes av andra, däribland av Amnesty International. Det fick även kontroverser för beslutet att inte ge ut något fotografiskt eller DNA-bevis för bin Ladins död för allmänheten. Abbottabad Commission Report gavs ut av Al Jazeera den 8 juli 2013.
Vem som avfyrade av de dödande skotten har varit en hemlighet som den amerikanska marinen har velat bevara. Det har tidigare varit känt att det var någon ur Navy Seals avdelning, Team Six, som dödade bin Ladin. Robert O'Neill, en före detta soldat, gick i november 2014 ut i medierna och sa att det var han.
Matt Bissonette, en av de två andra soldaterna som också öppnade eld mot bin Ladin, sade i en intervju efter O'Neills påstående att "två olika personer berättar två olika historier av två olika anledningar".